# Коннектикутский компромисс
Коннектикутский компромисс (англ. Connecticut Compromise), так же Великий компромисс или Компромисс Шермана – первый компромисс в конституционной истории США, которым в июле 1787 года был разрешён спор о системе представительства штатов в Конгрессе США. Предложение, внесённое коннектикутским делегатом Роджером Шерманом, состояло в том, что в двухпалатном конгрессе Нижняя палата будет выбираться пропорционально населению каждого штата, а Верхняя Палата (Сенат) будет равно представлять все штаты, имея по два сенатора от каждого штата. Право каждого штата на равное представительство в Сенате было закреплено в 5-й статье Конституции США.

## Филадельфийский конвент
В мае 1787 года в Филадельфии собрались 55 делагатов от 12-ти штатов на Конституционный конвент, в ходе которого предполагалось частично пересмотреть Статьи Конфедерации. Конгресс должен был начать работу 14 мая, но не все делегаты успели добраться до Филадельфии вовремя, поэтому работа Конгресса началась только 25 мая. Первые несколько дней были посвящены организационным вопросам, проверке верительных грамот и решению процедурных вопросов. Джордж Вашингтон был избран председателем Конгресса. И только 29 мая депутаты перешли к обсуждению пересмотря Статей Конфедерации. Вирджинская делегация предложила несколько резолюций, призывающих радикально изменить устройство Конфедерации. Вирджинский план требовал создать три независимые ветви власти: законодательную, исполнительную, и судебную. Законодательную власть должен был представлять Конгресс, который предлагалось разделить на две палаты: Верхнюю и Нижнюю, и депутаты каждой палаты должны были выбираться пропорционально численности населения штатов. Некоторым делегатам вирджинский план показался слишком радикальным, но после нескольких дней обсуждения он был принят общим голосованием: 7 штатов проголосовали за, 4 штата против, и 1 штат разделился во мнении и утратил свой голос.
Я нисколько, джентльмены, не доверяю вам! Если вы обретёте силу, то злоупотребление ею нельзя будет предотвратить; и что тогда помешает вам применить её против нас?
Уже при обсуждении резолюций выявились две конфликтующие стороны. Коммерческие интересы Массачусетса и Пенсильвании совпадали с интересами Вирджинии и других южных штатов: этим штатом был выгоден принцип пропорционального представительства. При их численности населения они получили бы большинство в Конгрессе, и тогда могли не опасаться сильной центральной власти, так как это была бы их собственная власть. Южным штатам эта власть была нужна для защиты института рабства и своих границ: их обеспокоило то, что Вермонту удалось обособиться от Нью-Йорка. Крупным штатам не было большой необходимости в сильной центральной власти, но они хотели быть уверены, что она хотя бы не будет действовать против них самих. Однако, блок крупных штатов не был един. Южные штаты не доверяли северным и их коммерческие интересы сильно различались. Блок маленьких штатов был ещё более раздроблен. В своё время блок Нью-Джерси-Мэриленд-Делавэр добился того, чтобы крупные штаты отказались от земель за Аппалачами, и часть западных земель досталась этим штатам (Так Коннектикут получил Западный резервный район Коннектикута в Огайо). Теперь они боялись утратить свой голос и вместе с ним права на эти земли.
Кроме этого, Нью-Джерси и Коннектикут не имели своих портов. Нью-Джерси пользовался портами Нью-Йорка и Пенсильвании, а Коннектикут портами Нью-Йорка и Массачусетса, так что оба штата сильно зависели от пограничных сборов.
4 июня Конгресс перешёл к обсуждению вопроса о представительстве в Конгрессе. Вирджиния, Массачусетс, Пенсильвания и Северная Каролина поддержали Вирджинский план и склонили на свою сторону Южную Каролину. Джорджия на тот момент имела небольшое население, но надеялась увеличить его за счёт своих западных территорий, поэтому тоже присоединилась к блоку крупных штатов. Против плана выступили Коннектикут, Нью-Джерси, Делавэр и Мэриленд. В мэрилендской делегации были сторонники вирджинского плана, но Лютеру Мартину удалось склонить их на сторону больших штатов. Делегация от Нью-Гэмпшира в тот момент ещё не участвовала в Конгрессе. Делегация от Нью-Йорка разделилась: Гамильтон был за вирджинский план, а Йейтс и Лэнсинг против.

### Статьи
- Earle, Jonathan. The Political Origins of the Civil War (англ.) // OAH Magazine of History. — 2011. — Vol. 25, iss. 6.
- Estes, Todd. The Connecticut Effect: The Great Compromise of 1787 and the History of Small State Impact on Electoral College Outcomes (англ.) // The Historian. — Taylor & Francis, Ltd., 2011. — Vol. 73, iss. 2. — P. 255-283.
- Farrand, Max. Compromises of the Constitution (англ.) // The American Historical Review. — Oxford University Press, 1904. — Vol. 9, iss. 3. — P. 479-489. — doi:10.2307/1833471.
- Lynd, Staughton. The Compromise of 1787 (англ.) // Political Science Quarterly. — Oxford University Press, 1966. — Vol. 81, iss. 2. — P. 225-250. — doi:10.2307/2147971.
- Rakove, Jack N. The Great Compromise: Ideas, Interests, and the Politics of Constitution Making (англ.) // The William and Mary Quarterly. — Omohundro Institute of Early American History and Culture, 1987. — Vol. 44, iss. 3. — P. 424-457. — doi:10.2307/1939765.